# Agostino Melotti
Agostino Melotti, noto anche con il nome da partigiano "Sergio" (Nonantola, 15 agosto 1919 – Modena, 2 febbraio 2010), è stato un partigiano e politico italiano.

## Biografia
Durante la seconda guerra mondiale è arruolato nella Regia Marina, sull'incrociatore Brioni, affondato nel novembre del 1942. Successivamente al proclama dell'armistizio dell'8 settembre 1943 riesce a tornare nel modenese, dove diviene responsabile della zona, reclutando giovani per le formazioni partigiane. Dal 1944 al '45 partecipa alla Brigata Walter Tabacchi in azioni clandestine e alla ricerca di aiuti per il sostentamento dei partigiani combattenti. Dal 22 febbraio 1945 è tenente della Brigata Zambelli, dove partecipò alla liberazione di Modena avvenuta il 22 aprile.
Nel dopoguerra è stato dirigente nella federazione provinciale del Partito Comunista Italiano di Modena, mentre dal 1975 al 1985 è stato presidente della sezione comunale dell'Associazione Nazionale Partigiani d'Italia.
Nel 1990 criticò aspramente Otello Montanari, a seguito della pubblicazione di un articolo sui delitti compiuti nel dopoguerra.
Successivamente ha ricoperto la carica di dirigente del Comitato Direttivo Provinciale dell'ANPI dove sostenne, anche nel successivo dibattito interno, la posizione di chi era favorevole ad una riconciliazione nazionale.